# Tecruz Cozapa
Tecruz Cozapa es una localidad de México, localizada en el municipio de Metztitlán en el estado de Hidalgo.

## Geografía
Se encuentra en la región geográfica de la Sierra Baja; a la localidad le corresponden las coordenadas geográficas 20° 35’ 27.965” de latitud norte y 98° 47’ 38.537” de longitud oeste, con una altitud de 1244 m s. n. m. Cuenta con un clima seco semicálido.
En cuanto a fisiografía se encuentra en la provincia de la Sierra Madre Oriental, dentro de la subprovincia del Carso Huasteco; su terreno es de sierra. En lo que respecta a la hidrografía se encuentra posicionado en la región del Pánuco, dentro de la cuenca el río Moctezuma, y en la subcuenca del río Metztitlán.

## Demografía
En 2020 registró una población de 525 personas, lo que corresponde al 2.50 % de la población municipal. De los cuales 237 son hombres y 288 son mujeres.
| Gráfica de evolución demográfica de Tecruz Cozapa entre 1980 y 2020 |
|                                                                     |
| Población registrada por los censos y conteos del INEGI.            |